# 叶菲莫夫斯基 (市级镇)
叶菲莫夫斯基（羅馬化：Yefimovskiy）是俄罗斯列宁格勒州的市级镇，属博克西托戈尔斯克区，地处列宁格勒州东南方，位于区行政中心博克西托戈尔斯克东方，在州府圣彼得堡东偏南、加特契纳东方。伏尔加河流域内一小河瓦尔琴卡河（Валченка）流经该地，在镇东南方流入索明卡湖。镇内设有同名铁路车站。
1792年首次提及；1964年设市级镇。该地2021年人口有3,125人；2010年人口3,611；2002年人口3,937；1989年人口5,177。